# Google Maps
Google Maps é um serviço de pesquisa e visualização de mapas e imagens de satélite da Terra gratuito para navegadores, iOS e Android fornecido e desenvolvido pela empresa estadunidense Google.
Atualmente, o serviço disponibiliza mapas e rotas para a maior parte dos países, incluindo rotas para viagens de carro, bicicleta, avião, transporte público e a pé. Disponibiliza também imagens de satélite, fotografia aérea e imagens interativas em 360º (Street View) do mundo todo, com possibilidade de zoom na maior parte, incluindo grandes cidades, como Nova Iorque, Paris, Buenos Aires, São Paulo, Rio de Janeiro, Brasília, Fortaleza, Belo Horizonte entre outras. Nos Estados Unidos, o Google fez uma parceria com órgãos públicos, que incluirão as ferrovias e seus cruzamentos com vias e rodovias ao Google Maps. Uma função similar promete informar quão movimentada uma linha de trem ou metrô está, também é possível obter essas informações para linhas de ônibus em países selecionados.
Juntamente com o lançamento da versão brasileira do Google Maps, a empresa introduziu o Local Business Center, ferramenta que permite com que qualquer empresa faça seu cadastro e seja então encontrada no Google Maps por qualquer usuário. No cadastro as empresas podem preencher seus dados cadastrais, horário de atendimento, formas de pagamento, logotipo e fotos, sendo necessária confirmação do cadastro através de uma ligação telefônica, videochamada, SMS, e-mail, vídeo ou carta. Também é possível fazer verificação instantânea e em massa.
Com uma Conta Google, já é possível destacar as suas próprias rotas, pontos e áreas, gerar comentários e compartilhar os respectivos links de acesso ao mapa criado. Também é possível gerar um arquivo KML para integração com o Google Earth.
Desde julho de 2015, o Google Maps sincroniza as pesquisas realizadas no computador para smartphones e tablets Android e iOS. O usuário deve realizar a pesquisa e selecionar a opção 'Enviar para o dispositivo'. Ao abrir o aplicativo no celular (com a conta Google logada), a rota estará disponível.
Em 9 de novembro de 2015, o Google anunciou uma atualização para o aplicativo – inicialmente disponível apenas para usuários da plataforma Android – que possibilita o download de um determinado mapa, para uso 'offline', sem necessidade de internet. A nova versão do aplicativo também funciona em modo avião, mas o smartphone deve ter, pelo menos, 400 MB de espaço livre na memória do Android, para que o aplicativo salve os dados de 'modo offline', também é possível salvar os mapas em cartão SD (opcional acima do Android 6.0). Além do Android, a função também está disponível para iOS. O modo offline não está disponível para rotas de transporte público, bicicleta ou a pé; Informações sobre o trânsito, trajetos alternativos ou orientações de faixa também não podem ser utilizados sem conexão. Em regiões, idiomas e casos específicos pode não ser possível baixar uma área no mapa 'offline'.

## Mapeamento da Lua
O Google Moon permite visualização da Lua em 8 opções de zoom. É possível ver toda face da Lua, bem como consultar (através de marcadores) onde pousaram os módulos das missões da NASA que foram à Lua (Apollo 11, Apollo 12, etc.). Disponível para Google Earth.

## Mapeamento de Marte
Em 2009, foi lançado também o Google Mars, onde se pode consultar alguns detalhes da superfície de Marte através de imagens obtidas pelas sondas Spirit, Opportunity e Mars Reconnaissance Orbiter. Disponível para Google Earth.
Uma experiência em Realidade Virtual para smartphones, de dados coletados pelo Curiosity, lançada junto à NASA também está disponível.